# إيميل لوبيه
إميل فرانسوا لوبيه (بالفرنسية: Émile Loubet)‏ (30 ديسمبر 1838 - 20 ديسمبر 1929) كان رئيس وزراء فرنسا الخامس والأربعين ثم رئيسًا لفرنسا في وقت لاحق.
تدرب في القانون، وأصبح عمدة مونتيليمار، حيث أشير إليه خطيبًا قويًا. انتخب عضوًا في مجلس النواب عام 1876 ومجلس الشيوخ عام 1885، وعين وزيرًا جمهوريًا في عهد كارنو وريبوت. كان رئيس وزراء فرنسا لفترة وجيزة في عام 1892. بصفته رئيسًا (1899-1906)، شهد معرض باريس الناجح لعام 1900، كما كان شاهدًا على تكوين الوفاق الودي مع المملكة المتحدة لبريطانيا العظمى وأيرلندا، مما أدى إلى حل خلافاتهما الحادة حول حرب البوير وقضية دريفوس.

## بداياته
وُلد لوبيه في 30 ديسمبر من العام 1838، وهو ابن فلاح من ملاك الأراضي ورئيس بلدية مارسان (دروم). قبل في نقابة المحامين الباريسية عام 1862، وحصل على درجة الدكتوراه في القانون في العام التالي. كان لا يزال طالبًا عندما شهد الانتصار الكاسح للحزب الجمهوري في باريس في الانتخابات العامة لعام 1863، في خلال الإمبراطورية الفرنسية الثانية. استقر في النهاية ليمارس مهنته في مونتيليمار، حيث تزوج عام 1869 من ماري لويز بيكار. يُذكر أن لوبيه ورث ملكية صغيرة في غرينيان.

## مسيرته السياسية
في أزمة عام 1870، التي أدت إلى زوال الإمبراطورية، أصبح لوبيه عمدة لمونتيليمار، ومنذ ذلك الحين كان مؤيدًا ثابتًا لليون غامبيتا. انتخب مونتيليمار لعضوية مجلس النواب في عام 1876، وكان واحدًا من بين 363 برلمانيًا صوتوا على حجب الثقة عن حكومة ألبرت، دوق برولي في أزمة 16 مايو من العام 1877.
اعيد انتخابه في الانتخابات العامة التي جرت في أكتوبر، وزاد الحماس المحلي له لأن الحكومة هي التي أبعدته عن منصب رئاسة البلدية. وضع التعليم أولًا ضمن اولوياته، فحارب النظام الديني الذي أنشأه لوي فالوكس، وعمل على إنشاء تعليم ابتدائي مجاني وإلزامي وعلماني. أصبح رئيسًا لمجلس مقاطعة دروم في عام 1880. أعطاه دعمه لحكومة جول فيري الثانية وحماسته للتوسع الاستعماري لفرنسا وزنًا كبيرًا في الحزب الجمهوري المعتدل.
دخل  لوبيه مجلس الشيوخ عام 1885، وأصبح وزيرًا للأشغال العامة في حكومة تيرارد (منذ ديسمبر 1887 إلى مارس 1888). في عام 1892، طلب منه الرئيس سعدي كارنو، الذي كان صديقه الشخصي، تشكيل حكومة. احتفظ لوبيه لنفسه بحقيبة الداخلية غلى جانب رئاسة الوزراء، وكان عليه أن يتعامل مع الجرائم والفوضى في ذلك العام ومع الإضراب العظيم لكارمو، حيث عمل محكّمًا، وأصدر قرارًا اعتُبر في كثير من الأوساط منحازًا للغاية لصالح المضربين. هُزم في نوفمبر بسبب فضائح بنما، لكنه احتفظ بوزارة الداخلية في الحكومة التالية تحت رئاسة ألكسندر ريبوت، على الرغم من استقالته بسبب إعادة الإعمار في شهر يناير.

## رئيس الجمهورية الفرنسية (1899 – 1906)
حصل على سمعته خطيبًا يتمتع بقوة كبيرة ووضوح في العرض ورجل دولة نزيه في عام 1896 في اثناء رئاسة مجلس الشيوخ، فاختير في فبراير من العام 1899 رئيسًا للجمهورية خلفًا لفيليكس فور بأغلبية 483 صوتًا، في مقابل 279 حصدهم جول ميلين، منافسه الجاد الوحيد.
تعرّض لمعارضة شرسة وإلى سيل من الإهانات مريرة، لأنه يمثل ذلك القسم من الحزب الجمهوري الذي سعى إلى مراجعة قضية دريفوس. في يوم جنازة الرئيس فور، التقى بول ديروليدي بالقوات بقيادة الجنرال روجيه عند عودتهم إلى الثكنات، وطالب الجنرال بالزحف نحو الإليزيه. أعاد روجيت قواته إلى الثكنات. في سباق الخيل في يونيو، أصيب الرئيس بضربة عصا على رأسه من قبل أحد مناهضي دريفوسارد. في ذلك الشهر، استدعى الرئيس لوبيه والديك روسو وطلب منه تشكيل حكومة، وناشد في الوقت نفسه الجمهوريين من كل الأطياف إلى التجمع للدفاع عن الدولة. بفضل جهود لوبيه ووالديك روسو، سُوّيت قضية دريفوس، عندما ألغى لوبيت، بناءً على نصيحة وزير الحرب الجنرال جاليفيت، عقوبة السجن لمدة عشر سنوات التي حكم عليها دريفوس في رين.